# Зорко Юрій Валентинович
Зорко Юрій Валентинович (1937-2019, с. Роздольне, Приморський край) — український художник, член правління Донецької обласної організації Національної спілки художників України, народний художник України, учасник всеукраїнських аукціонів живопису галереї «L-ART».

## Творчий доробок
Працює у галузі станкового живопису. Автор творів «Перший сніг у Троіце-Сергійовій Лаврі», «Недільний день у Донецьку» та ін.

## Нагороди
- Народний художник України (22 серпня 2002) — за значний особистий внесок у соціально-економічний та духовний розвиток України, вагомі трудові здобутки та з нагоди 11-ї річниці незалежності України[5]
- Заслужений художник України (2 листопада 1993) — за значний особистий внесок у розвиток українського образотворчого мистецтва, високу професійну майстерність[6]
- Почесні грамоти та медалі, грамота Митрополита Київського і Всієї України, Предстоятеля УПЦ Блаженійшого Володимира за значний внесок у розбудову України.